# Iophosa speiseri
Iophosa speiseri är en insektsart som först beskrevs av William Lucas Distant 1914.  Iophosa speiseri ingår i släktet Iophosa och familjen spottstritar. Inga underarter finns listade i Catalogue of Life.